# Grb Guama
Grb Guama koristi se od 4. kolovoza 1917. te je službeno potvrđen 1930. godine. 
Obris grba prikazuje mali kamen za praćku, koji je koristio Chamorro narod za lov. Također pokazuje kokosovu palmu koja raste i na nepovoljnjoj podlozi - pijesak na plaži, što simbolizira da ljudi Guama opstaju i rastu u svim okolnostima.
Iza kokosovog drva na vodi vidi se tradicionalni brod domorodaca Proa. Ispred broda je rijeka Agana, koja nosi isti naziv kao i glavni grad Guama. Crveni rub grba predstavlja prolivenu krv, koji su stanovnici Guama prolili tijekom Drugog svjetskog rata i za vrijeme španjolske okupacije.
Grb je i na sredini zastave Guama.